# ماساكو كاتسكي
ماساكو كاتسكي (勝生真沙子 كاتسكي ماساكو) (اسمها الحقيقي ماساكو شيونو (塩野雅子 شيونو ماساكو) هي مؤدية أصوات يابانية ولدت في 15 أكتوبر 1958 في أوموري.

## أدوارها في الأنمي

### مسلسلات أنمي تلفزيونية
- البدلة المتنقلة زيتا جاندام - ريكوا لوند
- سيلور مون S - ميتشيرو كايو/سيلور نبتون
- سيلور مون سيلور ستارز - ميتشيرو كايو/سيلور نبتون
- ناروتو - تسونادي
- ناروتو شيبودن - تسونادي
- روك لي وأصدقائه النينجا - تسونادي
- بليتش - سوما يوشينو، ران تاو
- قناع الزجاج - مايا كيتاجيما
- لحن الحياة - آنسة صفاء
- تسوباسا كرونيكل - كيشيم
- لاينباريل الحديدي - جودي براون
- بوسو رينكين - أليكساندريا
- ساموراي تشامبلو - هوتارو
- دي جرايمان - كلاود ناين
- أخي العزيز - نهى
- سابق ولاحق - آنسة دارين
- خادم الصفر: فارس القمرين - شفيلد
- خادم الصفر: رقصة الأميرات - شفيلد
- حادم الصفر F - شفيلد
- غينتاما - والدة أوتسو
- تنجن توبا جورين لاجان - مالكة الينبوع الساخن
- جانجريف - ميراندا
- بوكيمون - كاسيدي
- بوكيمون إكس/واي - أوليفيا
- كيشين تايسن جيجانتيك فورميولا - أماليا لامبرت
- تنبو إيبون أياكاشي أياشي - تويوكاوا
- باكومان - والدة أكيتو تاكاغي
- ستار درايفر - غوشيكي نيتشي
- شاكوغان نو شانا III(Final) - صوفي سافاليش
- هاجيمي نو إيبو Rising - هيروكو ماكونوتشي (أيام الشباب)
- المحقق كونان - ماسامي هيروتا (جرائم القتل المتلاحقة)
- تشايكا أميرة التابوت AVENGING BATTLE - كلوديا دودج
- سايوكي RELOAD BLAST - شاراكو سانزو
- آي دي 0 - سيسيليا جيني
- ون بيس - جينرال سموثي الابنة ال14 لعائلة شارلوت

### أوفا أنمي
- هارلوك ساغا - إيميرالديس
- غانباستر - ريكو كاشيوارا، كيميكو أكاي
- المعلم الساحر نيغيما!: عالم آخر EXTRA الفتاة الساحرة يوي - الناظرة
- بطولات أرسلان - فارانغيس

### أفلام أنمي
- ناروتو شيبودن: الفيلم - تسونادي
- فيلم ناروتو شيبودن: الروابط - تسونادي
- فيلم ناروتو شيبودن: إرادة النار - تسونادي
- فيلم ناروتو شيبودن: البرج المفقود - تسونادي
- فيلم ناروتو شيبودن: سجن الدم - تسونادي
- سيلور مون S - ميتشيرو كايو/سيلور نبتون
- سيلور مون SuperS - ميتشيرو كايو/سيلور نبتون
- فيلم نينتاما رانتارو - ياماموتو شينا

## أدوارها في ألعاب الفيديو
- تيلز أوف إكسيليا 2 - مارسيا
- ناروتو شيبودن: كيزونا درايف - تسونادي
- ناروتو شيبودن: ألتيميت نينجا ستورم ريفولوشن - تسونادي
- ناروتو شيبودن: ألتيميت نينجا ستورم 4 - تسونادي

## أدوارها في الدبلجة اليابانية
- المتحولون: الفيلم - آرسي
- المتحولون - أليغرا، كروميا
- المتحولون: ثأر الهاوي - آرسي
- هاري بوتر وكأس النار - ريتا سكيتر
- خيال رخيص - ميا والاس

## وصلات خارجية
- ماساكو كاتسكي على موقع IMDb (الإنجليزية)
- ماساكو كاتسكي على موقع ألو سيني (الفرنسية)
- ماساكو كاتسكي على موقع ميوزك برينز (الإنجليزية)
- ماساكو كاتسكي على موقع ديسكوغز (الإنجليزية)
- ماساكو كاتسكي على موقع قاعدة بيانات الفيلم (الإنجليزية)
- ماساكو كاتسكي على موقع كينوبويسك (الروسية)
- ماساكو كاتسكي على موقع ANN person (الإنجليزية)